# Góry Sikoku
Góry Sikoku (jap. 四国山地 Shikoku-sanchi) – łańcuch górski na japońskiej wyspie Sikoku. 

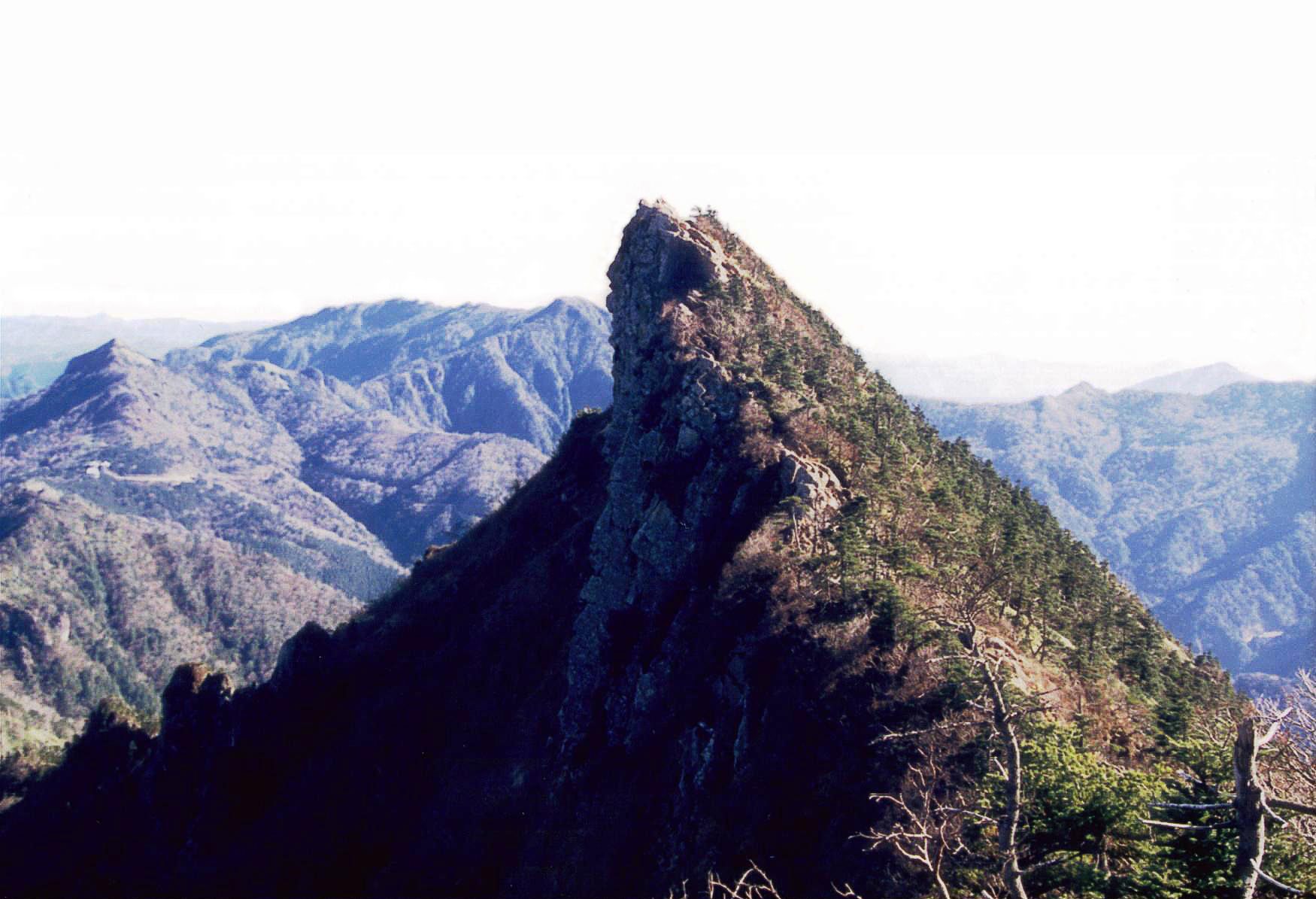
Wierzchołek góry Ishizuchi – najwyższy punkt na Sikoku

Najwyższym wzniesieniem tych gór jest położony w prefekturze Ehime szczyt Ishizuchi o wysokości 1982 m n.p.m.

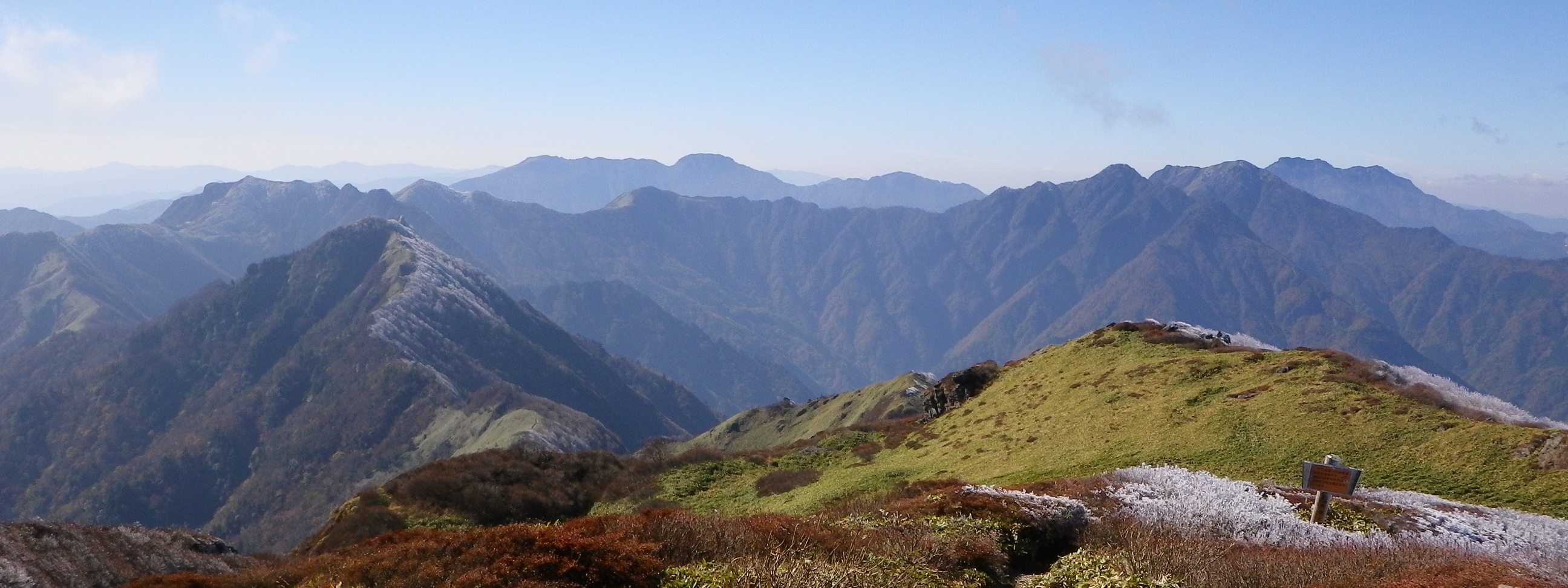
Góry Shikoku (część zachodnia, widziana ze szczytu Sasa-ga-mine)